# Kuttjärnen, Hälsingland
Kuttjärnen är en sjö i Bollnäs kommun i Hälsingland och ingår i Norralaåns huvudavrinningsområde.